# Сотіріс Ціодрас
Сотіріс Ціодрас (грец. Σωτήρης Τσιόδρας, 13 жовтня 1965, Сідней) — грецький лікар-терапевт та інфекціоніст, який був відповідальний за розробку заходів з боротьби з поширенням COVID-19 у Греції.

## Ранні роки життя й освіта
Сотіріс Ціодрас народився 13 жовтня 1965 року в австралійському місті Сідней в родині іммігрантів з Неохорі в Арголіді. Після того, як сім'я повернулася до Греції, він вступив до медичної школи Яніни, а потім перевівся до Афінського університету, який закінчив у березні 1991 року за фахом патологоанатом.

## Медична кар'єра
У 1993 році Ціодраса було направлено до 401 загального військового госпіталю Афін, де він служив протягом одного року. Протягом 1994—1997 років Ціодрас працював лікарем із внутрішньої медицини в Медичному центрі Ейнштейна у Філадельфії в США. З 1997 по 2001 рік він брав участь у програмах з інфекційних захворювань у медичному центрі «Бет Ісраел Діконесс» і Гарвардській медичній школі. З 1998 по 2001 рік він працював науковим співробітником у Гарвардській медичній школі, де в червні 2001 року отримав ступінь магістра медичних наук. У 2003 році він з відзнакою захистив докторську дисертацію в медичній школі Афінського національного університету імені Каподістрії.

## Епідемія COVID-19 у Греції
У 2020 році уряд призначив групу експертів для координації боротьби з епідемією коронавірусної хвороби у Греції. Ціодрас був призначений керівником групи, а також урядовим представником зв'язку з громадськістю у зв'язку з кризою охорони здоров'я внаслідок COVID-19. У грудні 2021 року в «Scandinavian Journal of Public Health» було опубліковано дослідження щодо заходів боротьби з хворобою в Греції, яке написали Ціодрас і доцент кафедри громадського здоров'я в Європейському університеті Кіпру Теодор Літрас. Дослідження, проведене з вересня 2020 року по травень 2021 року, вивчало госпітальну смертність інтубованих хворих із COVID-19 у зв'язку із загальним навантаженням інтубованих хворих, доступністю відділень інтенсивної терапії та регіоном лікарні. Було встановлено, що смертність зростала на 25 %, коли кількість хворих у відділеннях інтенсивної терапії перевищувала 400, і поступово зростала до 57 %, коли кількість хворих перевищувала 800. Було також виявлено, що «якості медичної допомоги в умовах зростання навантаження на пацієнтів приділялося менше уваги» і вказано на «необхідність більш істотного зміцнення якості медичних послуг, зосереджуючись на справедливості та якості медичної допомоги, окрім простого розширення можливостей». Ціодрас випустив заяву, в якій засудив політичну експлуатацію видання.

## Звинувачення та погрози
Під час пандемії грипу H1N1ї, яка вразила Грецію в 2009 році, а також Європу, різні грецькі соціальні медіа та публікації стверджували, що Ціодрас був якимось чином причетний до нібито «надмірних» закупівель вакцин проти вірусу H1N1, подібні заяви знову виникли під час пандемії коронавірусної хвороби. Було доведено, що вони не мають підстав, оскільки головою епідемічного комітету 2009 року був інший професор, а Ціодрас був призначений доповідачем Грецького центру контролю та профілактики захворювань. Закупівля вакцин була рішенням уряду, прийнятого генеральним секретарем міністерства охорони здоров'я під керівництвом міністра охорони здоров'я Дімітріса Аврамопулоса та прем'єр-міністра Костаса Караманліса. Сам Ціодрас, який на той час був професором патології та інфекцій в Афінському університеті, публічно висловив думку, що «тільки у випадку пандемії грипу в Греції можна було б використати залишкові кількості вакцин, якщо, наразі лише гіпотетично». Зрештою розпочалось розслідування щодо Аврамопулоса за те, що він був підкуплений фармацевтичною компанією «Novartis», щоб продовжити закупку «надмірної кількості» вакцини проти грипу H1N1, але прокуратура оголосила в лютому 2022 року справу необґрунтованою, та такою, що не містить жодних доказів.
Під час епідемії коронавірусної хвороби в Греції кілька вчених отримали погрози вбивством і стали мішенню фейкових новин.

## Висвітлення в ЗМІ
Газета «Le Figaro» стверджувала, що Ціодрас був «новою „головною людиною“ греків». У статті стверджується, що Ціодрас попросив прем'єр-міністра Кіріакоса Міцотакіса запровадити суворі карантинні заходи, як тільки в Італії було повідомлено про перші випадки хвороби. Грецький соціолог Андреас Дріміотіс зазначив, що «греки особливо цінують спокій [Ціодраса], його обізнаність у питанні, його глибоку повагу до всіх жертв, і той факт, що він непорушно відданий медперсоналу».
Журналістка «New York Times» Матіна Стівіс-Гріднефф назвала його одним із «героїв епохи коронавірусу». У травні 2020 року газета «Frankfurter Allgemeine Zeitung» повідомила, що для Ціодраса «важливо, щоб ніхто не був забутий під час кризи». Після того, як багато мешканців циганського поселення у Фессалії дали позитивний результат тесту на коронаірус, Ціодрас приїхав до поселення та наказав підтримати людей їжею та дезінфікуючими засобами, застерігши від спроб зробити «цапа-відбувайла» з циган.

## Особисте життя
Сотіріс Ціодрас є практикуючим православним християнин, шанувальник візантійської гімнології, та учасник хору своєї місцевої церкви. Він і його дружина Асіміна, уроджена Гелі, мають 7 дітей.